# ادموند فن دائل
ادموند فن دائل (هلندی: Edmond Van Daële؛ ۱۱ اوت ۱۸۸۴ – ۱۱ مارس ۱۹۶۰) هنرپیشه اهل فرانسه بود. وی بین سال‌های ۱۹۱۵ تا ۱۹۶۰ میلادی فعالیت می‌کرد.
از فیلم‌ها یا برنامه‌های تلویزیونی که وی در آن نقش داشته‌است می‌توان به آثار زیر اشاره کرد.
- ناپلئون (فیلم ۱۹۲۷) (۱۹۲۷)
- کاگلیوسترو (فیلم ۱۹۲۹) (۱۹۲۹)
- سه تفنگدار (فیلم ۱۹۳۲) (۱۹۳۲)
- تونل (فیلم ۱۹۳۳) (۱۹۳۳)
- گلگتا